# Eduardo Marques
Eduardo Marques (ur. 26 czerwca 1976) – brazylijski piłkarz występujący na pozycji napastnika.

## Kariera piłkarska
Od 1997 do 2011 roku występował w Santosie FC, Sport Recife, Guarani FC, Os Belenenses, Grêmio, Hapoel Tel Awiw, Maccabi Tel Awiw, Daegu FC, Zhejiang Lücheng, Shonan Bellmare, APOP Kinyras Peyias, Aris Limassol i AEP Pafos.